# Selima Sfar
Selima Sfar (født 8. juli 1977 i Tunis, Tunesien) er en kvindelig professionel tennisspiller fra Tunesien. 

Selima Sfar højeste rangering på WTA single rangliste var som nummer 75, hvilket hun opnåede 16. juli 2001. I double er den bedste placering nummer 47, hvilket blev opnået 28. juli 2008.